# Ordine del Nuovo Brunswick
L'Ordine del Nuovo Brunswick è un'onorificenza della provincia del Nuovo Brunswick, in Canada.

## Storia
L'Ordine è stato fondato nel dicembre 2000 dal luogotenente governatore Marilyn Trenholme Counsell, su consiglio del gabinetto del Premier Bernard Lord. L'Ordine è amministrato da un consiglio e ha lo scopo di onorare gli attuali o ex residenti del Nuovo Brunswick per risultati notevoli in qualsiasi campo, essendo così descritto come il più alto onore tra tutti quelli conferiti dalla monarchia del Nuovo Brunswick.

## Classi
L'Ordine dispone dell'unica classe di membro.

## Struttura e assegnazione
L'Ordine del Nuovo Brunswick è destinato a onorare gli attuali o ex residenti di lunga data del Nuovo Brunswick che abbiano dimostrato un alto livello di eccellenza individuale e risultati in qualsiasi campo, avendo reso "contributi eccezionali al benessere sociale, culturale o economico del Nuovo Brunswick e i suoi abitanti". Non ci sono limiti su quanti possano appartenere all'Ordine, sebbene ogni anno possano essere nominati al massimo dieci membri. La cittadinanza canadese è un requisito e coloro che sono eletti o nominati membri di un organismo governativo non sono eleggibili finché restano in carica.
Il processo di ricerca di individui qualificati inizia con la presentazione da parte del pubblico al Consiglio consultivo dell'Ordine del Nuovo Brunswick, che è formato dl giudice capo del Nuovo Brunswick; dal cancelliere del consiglio esecutivo; dal presidente di un'università finanziata dalla Corona nella provincia a rotazione; e da tre a cinque membri dell'Ordine del Nuovo Brunswick, uno dei quali funge da presidente del consiglio. Questo comitato si riunisce quindi almeno una volta all'anno per presentare le raccomandazioni selezionate al luogotenente governatore. Le nomine postume non sono accettate, anche se un individuo che muoia dopo che il suo nome è stato presentato al Consiglio consultivo può ancora essere nominato retroattivamente membro dell'Ordine del Nuovo Brunswick. Il luogotenente governatore, membro ex officio e cancelliere dell'Ordine, quindi fa tutte le nomine nell'unico grado di appartenenza alla fratellanza con un Order in Council che porta la sua firma e il gran sigillo della provincia. Successivamente, i nuovi membri hanno il diritto di utilizzare il post-nominale ONB.
All'ingresso nell'Ordine del Nuovo Brunswick, di solito con una cerimonia presso la Government House di Fredericton, ai nuovi membri vengono consegnate le insegne dell'ordine.

## Insegne
- Il distintivo principale è costituito da una medaglia d'oro a forma stilizzata di Viola cucullata - il fiore ufficiale della provincia - smaltata di viola con bordo oro e recante al centro lo stemma del Nuovo Brunswick, il tutto sormontato da una corona di sant'Edoardo che simboleggia il ruolo del monarca canadese come fons honorum.[3] Gli uomini indossano il distintivo sospeso da un nastro al colletto, mentre le donne portano il loro su un fiocco sul petto a sinistra. I membri ricevono anche una spilla che può essere indossata durante le occasioni meno formali.
- Il nastro è giallo con bordi rossi e all'interno è presente una striscia blu.[1]